# نادي مصافي الشمال
نادي مصافي الشمال الرياضي هو نادي كرة قدم عراقي مقره في بيجي، صلاح الدين، ويلعب في الدوري العراقي الدرجة الأولى الحالي الكابتن ناصر كامل .